# Thomas Bonnet
Thomas Bonnet (Châtellerault, 13 de septiembre de 1998) es un ciclista profesional francés que compite con el equipo Team TotalEnergies.

## Trayectoria
Terminó el año 2021 compitiendo como stagiaire con el Team TotalEnergies, equipo con el que dio el salto al profesionalismo en 2023. En su primera temporada consiguió ganar una etapa del Tour de Ruanda y fue seleccionado para participar en la Vuelta a España.

## Palmarés
2021
- 1 etapa del Tour de Guadalupe

2023
- 1 etapa del Tour de Ruanda

## Resultados en Grandes Vueltas
| Carrera | Carrera         | 2023 | 2024 |
| ------- | --------------- | ---- | ---- |
|         | Giro de Italia  | —    | —    |
|         | Tour de Francia | —    | —    |
|         | Vuelta a España | Ab.  | —    |

―: no participa
Ab.: abandono

## Equipos
- Team TotalEnergies (stagiaire) (2021)[5]
- Team TotalEnergies (2023-)